# Școala Americană de balet
Școala Americană de balet (SAB) este una din cele mai prestigioase școli de balet clasic și este controlată de compania New York City Ballet. Își are sediul în cadrul complexului Lincoln Center. Se ocupă cu educarea studenților cu vârste începând de la șase ani în domeniul baletului, oferind și cadru pentru studii profesionale celor cu vârste între 11 și 18 ani.  La 75 de ani de la fondare, în 2009, școala a primit Medalia Națională pentru Arte din partea președintelui Barack Obama. Absolvenții acestei școli fac parte din Baletul din New York, Boston, San Francisco și altele. Printre aceștia se numără Maria Tallchief, Tanaquil LeClercq, Jacques d'Amboise, Jillana, Allegra Kent, Arthur Mitchell, Patricia McBride, Edward Villella, Suzanne Farrell, Kay Mazzo, Helgi Tomasson, Fernando Bujones, Gelsey Kirkland, Heather Watts, Merrill Ashley, Jock Soto, Peter Boal, Victoria Rowell, Kyra Nichols, Darci Kistler, Patrick Bissell, Damian Woetzel, Ethan Stiefel, Wendy Whelan, Alan Bergman and Paloma Herrera dar și celebrități ca Sean Young, Ashlee Simpson, Macaulay Culkin, Lawrence Leritz, Vanessa Carlton, Megan Mullally, Alex Westerman și Madeleine Martin.